# X علامة معناها الخطأ
X علامة معناها الخطأ فيلم دراما مصري  للمخرج سمير نوار في آخر أفلامه للسينما عام 1980 وقام أيضاً بكتابة القصة والسيناريو والحوار. الفيلم مأخوذ من القصة العالمية «الكونت دي مونت كريستو» للكاتب ألكسندر دوما. يقوم بالبطولة محمود عبد العزيز وناهد شريف وإيمان، وتدور الأحداث حول مديحة التي تبلغ رئيس مجلس إدارة الشركة بنية خطيبها رمزي كَشْف عمليات الاختلاس بالشركة، وتنصحه بأن يقوم بتلفيق الجريمة لخطيبها.
صدر الفيلم إلى دور العرض المصرية في 19 سبتمبر 1980.

## التقييم
- منح موقع قاعدة بيانات الأفلام العربية «السينما.كوم» الفيلم درجة 4.5/ 10.[8]
- منح موقع قاعدة بيانات الأفلام على الإنترنت (IMDB) الفيلم درجة 4.2/ 10.[9]

## طاقم التمثيل
محمود عبد العزيز: في دور رمزي (رئيس قسم الحسابات)
ناهد شريف: في دور سماح (الصحفية)
إيمان: في دور مديحة (خطيبة رمزي)
نظيم شعراوي: في دور شوكت (رئيس مجلس إدارة الشركة)
بالاشتراك مع: محرم فؤاد - نبيل الهجرسي – عمر الحريري – أحمد بدير – علي الشريف – علي عزب – حافظ أمين – رشوان مصطفى – فايق عزب – نعيم عيسى – أحمد شكري – سمير رستم – صالح الإسكندراني – توفيق الكردي – محمد أبو حشيش – عبد المنعم النمر – حسان اليماني – علي الشريف الصغير – عادل برهام – حسين الشريف – قيس عبد الفتاح.

## أحداث الفيلم
يعمل الشاب المستقيم رمزي (محمود عبد العزيز) رئيساً لقسم الحسابات بإحدى الشركات مع خطيبته مديحة (إيمان) ويكتشف وجود اختلاسات بالشركة ويبلغ خطيبته عن نيته أن يبلغ السلطات. تقوم مديحة بإبلاغ شوكت (نظيم شعراوي)  رئيس مجلس الإدارة بالشركة، وأنه من الأفضل أن يتم إلصاق التهمة برمزي نفسه للتخلص منه. يتم القبض على رمزي ويودع السجن بالفعل وأثناء قضائه لفترة عقوبته يصاب بمرض خطير. يصمم رمزي، بعد نهاية فترة سجنه، على الإنتقام من كل من تسبب في سجنه. تقوم صديقة رمزي الصحفية سماح (ناهد شريف) بنشر الحقيقة بمستندات، وتبلغ العميد عماد بالأمر، وتعيد النيابة فتح ملف القضية. تتطور الأحداث ويهدد رمزي مدير الشركة، شوكت، بسلاحه ويتمكن من الحصول منه على اعتراف مكتوب يثبت براءة رمزي وإدانة شوكت مع شريكيه. يتم القبض عليهم مع مسئولين آخرين بهذا المستند الخطير. ومع كشف برائة رمزي يفتك به المرض.

## استقبال الفيلم
كتب محمود قاسم على موقع الشروق في 12 مارس 2021: «هذا فيلم مجهول تاه وسط تاريخ الأفلام رغم أهمية موضعه، وبالنسبة لنا هنا فإنه الفيلم المصرى الوحيد الذي يعترف فيه صاحبه بالصوت والصورة أنه مقتبس عن رواية مكتبية، وهي الرواية التي اقتبستها السينما 6 مرات ولا تزال، الغريب أن الفيلم بعيد تماما عن الرواية الفرنسية لو قسنا الأمر بما حدث في فيلم "أمير الانتقام" و"أمير الدهاء" وأن أكثر هذه الأفلام لم تذكر اسم المصدر الأجنبى، ومن الطرائف أن فيلم"الظالم والمظلوم" حسام الدين مصطفى 1999 قد أشار أصحابه إلى أنه مأخوذ من نفس الرواية، ولكننا اكتشفنا فيما بعد أن الأصل هو فيلم هندى بطولة اميتاب بتشان... هذه القصة هي معالجة للكونت ديمونت كريستو،» سمير نوار«هو كاتب سيناريو ومخرج لفيلم واحد فقط هو» علامة معناها الخطأ«ويبدو أنه قد استلهم روح الحكماء والواعظين ليتوقف عند كلمة الخطأ ويكررها ويشرحها أكثر من مرة وكأنها هي الهم الأساسي والنبراس الذي يجب أن يعيش عليها الناس... أرى أن المخرج قد وضع عينيه على فيلم"دائرة الانتقام" الإخراج الأول لسمير سيف 1977 أكثر من أي مصدر آخر... سرعان ما اختفى سمير نوار من السينما مع فيلمه وقام زميله سمير سيف بتطوير نفسه وتكرر الأمر مع فيلم آخر 1981 هم"المشبوه" «الذي أنتج في نفس الأسبوع باسم"اللصوص" لمخرج آخر (فيلم اللصوص للمخرج تيسير عبود 1980) وشتان بين أفلام سمير سيف والأفلام التي تقلده".

## وصلات خارجية
https://elcinema.com/work/1714481 علامة معناها الخطأ
https://dhliz.com/film/x_3alama_ma3naha_al_khata2/ علامة معناها الخطأ
https://www.imdb.com/title/tt6614534/?ref_=nm_flmg_act_2 علامة معناها الخطأ
https://karohat.com/Title/9ebb3cb8-7ba0-4c7f-a86c-87b12291d3a8 علامة معناها الخطأ